# Musikerverband Schleswig-Holstein
Der Musikerverband Schleswig-Holstein e. V. (kurz MVSH) ist ein Zusammenschluss der Spielleute- und Blasmusik, Fanfaren- und Hörnerzügen und anderen Musiziergemeinschaften in Schleswig-Holstein. Er ist Dach- und Fachverband für über 130 Musikvereinigungen mit mehr als 200 Ensembles und damit der größte Instrumentalmusikverband im Lande. Er gehört der Bundesvereinigung Deutscher Musikverbände, der Deutschen Bläserjugend, dem Landesmusikrat Schleswig-Holstein und der Landesarbeitsgemeinschaft Jugendmusik Schleswig-Holstein (LAG) an. Über den Bundesfachverband BDMV ist er außerdem Mitglied der Confédération Internationale des Sociétés Musicales und weiterer Einrichtungen im Kultur-, Musik- und Jugendbereich. Gegründet wurde der MVSH im Jahre 1962. Der Musikerverband Schleswig-Holstein ist nicht zu verwechseln mit dem Landesverband der ehemaligen Musikergewerkschaft Deutscher Musikerverband.

## Organisation
Unterorganisationen bilden 11 Kreis- und Regionalverbände.

## Aufgaben
Die Aufgabenschwerpunkte sind:
- die Förderung junger und erwachsener Musiker im instrumentalen Spiel und die Vermittlung von theoretischem Wissen und von Kenntnissen in der Gehörbildung in drei aufeinander aufbauenden Bildungsgängen mit Abschlussprüfungen nach bundeseinheitlichen Stoffplänen – D 1 bis D 3 (Leistungsabzeichen in Bronze, Silber und Gold)
- die Ausbildung von Stimm- und Registerleitern, Ausbildern, Dirigenten und Stabführern nach bundeseinheitlichen Lehr- und Stoffplänen – C 1 bis C 3
- die Förderung des Instrumentalspiels und des Ensemblemusizierens durch Lehrgänge, Seminare, Workshops und Orchesterlehrgänge
- das Abhalten von Wertungsspielen mit Konzert-, Marsch- und Showwertung und Kritikspielen mit Beurteilung der Leistungen und Beratungen zur Schulungs- und Probenarbeit durch eine unabhängige Fachjury
- die Veranstaltung von Landesmusikfesten zur repräsentativen Darstellung der vom Musikerverband Schleswig-Holstein vertretenen Musikbereiche zugleich als Forum der Begegnung von Musiziergemeinschaften mit unterschiedlicher Besetzungsform, Altersstruktur und stilistischer Ausrichtung
- die Veranstaltung von Kammermusikwettbewerben und anderen Wettbewerben als wichtigem Teil einer qualifizierten musikalischen Jugend-, Bildungs- und Kulturarbeit
- die Aus- und Weiterbildung von Jugendbetreuern und Leitern für die überfachliche Jugendarbeit durch die Landesmusikjugend im Musikerverband Schleswig-Holstein
- Freizeitangebote der Landesmusikjugend und fachlich ausgerichtete Bläserfreizeiten
- Beratung, Angebote, Hilfestellung und Information für Musikvereinigungen in fachlichen und organisatorischen Angelegenheiten, Versicherungsfragen, zum Urheberrecht, zu GEMA, zur Künstlersozialkasse und zu weiteren Bereichen.

Sämtliche Bildungsangebote sind auch für Nichtmitglieder gegen entsprechende Kostenbeteiligung offen. Darüber hinaus können die vielfältigen Angebote der Bundesakademie für musikalische Jugendbildung in Trossingen und der Bundesmusikschule des DTB in Alt-Gandersheim genutzt werden.

## Fachbereiche
Der MVSH ist in drei Fachbereiche aufgeteilt.
- Fachbereich Blasmusik
- Fachbereich Spielleutemusik
- Landesmusikjugend

## Auswahlorchester
Der Verband betreibt zur Förderung von begabten jungen Musikern als verbandsübergreifende Einrichtung die leistungsorientierten Auswahlorchester
- Landesjugendblasorchester Schleswig-Holstein (LJBO)/Landesblasorchester Schleswig-Holstein (LBO)
- LODS - Das Flötenorchester (bis 2019 „Landesorchester der Spielleute (LOdS)“)
- Landesjugendkorps der Spielleute (LJK)
- Malletsanddrums (MaD)